# Фонд Шампалимо
Фонд Шампалимо (порт. Fundação Champalimaud) — частный португальский научный фонд, специализирующийся на биомедицинских исследованиях в области нейрологии, онкологии и кардиологии. Расположен в Лиссабоне.

## Основание
Фонд был основан в 2004 году согласно завещанию португальского предпринимателя и мецената Антонио Шампалимо, который выделил на это 500 миллионов евро.
В 2010 году фонд открыл высокотехнологичный клинический исследовательский институт «Центр изучения неизвестного» на берегу реки Тежу в лиссабонском районе Белем. Центр разместился в необычном здании футуристичной архитектуры.

## Премия в области офтальмологии
Кроме исследований, фонд также ежегодно вручает премию имени Антонио Шампалимо в размере 1 миллиона евро за выдающиеся исследования в области офтальмологии, так как в конце жизни Шампалимо потерял зрение.
Премия присуждается за достижения в области офтальмологии и вклад в смягчение проблем со зрением, в первую очередь в развивающихся странах.
Награждаются как правило исследовательские группы, а не отдельные люди. Лауреаты премии выбираются жюри, состоящим из общественных деятелей и известных ученых.